# Hilton Valentine
Hilton Stewart Paterson Valentine (North Shields, comtat de Tyne and Wear, Anglaterra, 21 de maig de 1943 - Wallingford (Connecticut), 29 de gener de 2021) va ser un músic britànic de blues rock i de rock conegut sobretot per haver estat un membre fundador del grup The Animals.

## Biografia
El 1962, Hilton Valentine es va unir al grup de l'organista Alan Price, que després es va convertir en The Animals i va llançar el seu primer senzill Baby Let me Take You Home el març de 1964, seguit al juny pel seu èxit més gran, una adaptació d'un tradicional negre La casa del Sol Naixent. La peça se situa al primer lloc de vendes a Anglaterra durant una setmana i després tres setmanes seguides als Estats Units.
Valentine toca i grava amb The Animals fins a la dissolució de la banda el setembre de 1966.
Després es va traslladar a Califòrnia i va gravar un àlbum en solitari anomenat All In Your Head .
Juntament amb Eric Burdon, Chas Chandler, Alan Price i John Steel, va ser entronitzat al Saló de la Fama del Rock and Roll el 1994. Juntament amb els altres membres de The Animals, Hilton va ser inclòs al Passeig de la Fama de Rock de Hollywood el maig del 2001.
Mor el 29 de gener de 2021 a Wallingford (Connecticut).

## Discografia
- 1964 : The Animals